# Kachgar
Cette page contient des caractères spéciaux ou non latins. S’ils s’affichent mal (▯, ?, etc.), consultez la page d’aide Unicode.
Pour les articles homonymes, voir Kashi (homonymie).
Kachgar (Kashgar, Kashi) (ouïghour : قەشقەر, Qeşqer, ou ouïghour : يېڭىشەھەر ; chinois : 喀什 ; pinyin : kāshí) est une ville de la Région autonome ouïghoure du Xinjiang (ou Turkestan chinois). Son nom signifie « caverne (ghar en arabo-persan) de jade (qash en ouïghour) ».

## Géographie
La ville de Kachgar se situe à l'ouest du désert du Taklamakan au pied des montagnes du Tian Shan. L'oasis de Kachgar se trouve au point de rencontre des routes nord et sud qui contournent le désert de Taklamakan. La route du Karakorum qui emprunte le col de Khunjerab relie Kachgar à la ville d'Islamabad au Pakistan. Le Kirghizistan voisin est aussi accessible depuis Kachgar via les cols de Torugart et d'Irkeshtam.

## Histoire et culture

### Histoire
- Sous la dynastie chinoise des Han, le général han Ban Chao est envoyé pour soumettre les royaumes de la région qui s'étaient rebellés. Après avoir soumis la région, il y installe des souverains pro-chinois, et poussa ses explorations vers l'Ouest jusqu'à la Mésopotamie et au-delà.
- Pendant toute la période allant du IIe siècle jusqu'à l'arrivée de l'Islam au IXe siècle, Kachgar et sa région sont une terre où domine le bouddhisme hīnayāna (« Petit Véhicule »), notamment au sein de l'Empire kouchan, premier royaume bouddhiste.
- Pendant l'époque des Seize Royaumes (304–439), la région fait partie du territoire de dynastie han des liang antérieurs.
- À l'époque de la dynastie Tang (618-907), les Chinois ont pleine souveraineté sur Kachgar au sein du Protectorat des Régions de l'Ouest, et y installent une garnison.
- Le christianisme se diffuse en Chine, sous sa forme nestorienne, à partir de l'an 635. On trouve encore un évêché nestorien à Kachgar au XIVe siècle[4].
- En 711, les Arabes envahissent la région. Il est question d'une conquête par Qutayba ben Muslim du Xinjiang, mais elle est controversée.
- Au Xe siècle :
  - Les Ouïgours chassés de leur khaganat situé sur l'actuelle Mongolie, se divisent en deux groupes. L'un, les ouïgours de Ganzhou, s'installe à l'Est dans l'actuelle province du Gansu, l'autre fonde le Royaume Ouïghour de Qocho (ou Gaochang) (chinois : 高唱回鹘), près de Kachgar.
  - Les Qarakhanides (peuple turc), diffusent l'islam dans la région[5].
- Au XIIIe siècle, le khagan mongol, Gengis Khan et ses successeurs prennent le contrôle de la région et de l'ensemble de la Chine, sous la dynastie Yuan. Plus tard, les armées de Tamerlan déferlent sur l'Asie centrale. Viennent ensuite des guerres entre différentes tendances religieuses de l'islam[6].
- À partir de 1514 est créé le Khanat de Yarkand par les Djaghataïdes (des descendants de Gengis Khan), qui contrôlent la région.
- La région est contrôlée par les mongols du khanat dzoungar, leur religion est le bouddhisme tibétain, ils se livrent à des guerres avec le khanat qoshot, plus proche du pouvoir Mandchou et qui contrôle le Tibet, chacun voulant y placer son Lama, puis plus à l'Est en Mongolie et Mongolie-Intérieure.
- Au XVIIIe siècle, les Mandchous qui contrôlent l'Empire chinois s'allient aux Mongols orientaux contre le khaganat dzoungar, dans la guerre Dzoungar-Qing (1687-1758). Le kanatest complètement anéanti, les survivants fuient vers la Russie et s'installent sur la Volga, pour former l'actuelle Kalmoukie. Les Mandchous rebaptisent la région « Xinjiang »[7].
- L'intérêt de la Russie pour la région est au XIXe siècle un foyer d'instabilité dans le Turkestan chinois. Profitant de cette situation et de la lassitude des musulmans de la région vis-à-vis du despotisme mandchou, le chef militaire Yakoub Beg (ou en transcription anglaise Yaqub Beg ; chinois : 阿古柏 ; en persan : یعقوب بیگ) conquiert Kachgar et Yarkand et prend progressivement le contrôle de la région. D'abord vassal du Khan de Kokand, il déclare l'indépendance de la Kachgarie ou Kasgharie en 1866, et y établit un pouvoir musulman, qui est rapidement contesté par ses sujets. Profitant de la concurrence entre Chine, empire ottoman, Russie et Grande-Bretagne, Yakoub Beg signe des traités avec ces dernières puissances et obtient des armes de l'Empire ottoman, mais se révèle impuissant à décider ses partenaires à le soutenir effectivement contre la première. Les forces chinoises, menées par le général Tso tsung T'ang, entament la reconquête et défont les forces de Yakoub Beg, qui meurt (à un moment et dans des circonstances donnant lieu à controverse) vers 1877.
- Entre novembre 1933 et avril 1934, Kachgar est le noyau de brève Première République (Turkestan oriental) ou république islamique turque du Turkestan oriental (RITO), ou république de l'Ouïghourstan. La Seconde République (Turkestan oriental) (1944-1949), initié par les soviétiques, sur la moitié Nord du Xinjiang, avec Yining (Ghulja) pour capitale, ne concerne pas Kachgar.
- Depuis 1955, la région nommée Xinjiang par les Mandchous de la dynastie Qing en 1760[7] devient Région autonome ouïghoure du Xinjiang, avec Ürümqi pour capitale.
- Depuis, des troubles dans la région autonome ouïghoure du Xinjiang affectent également Kachgar.

### Culture

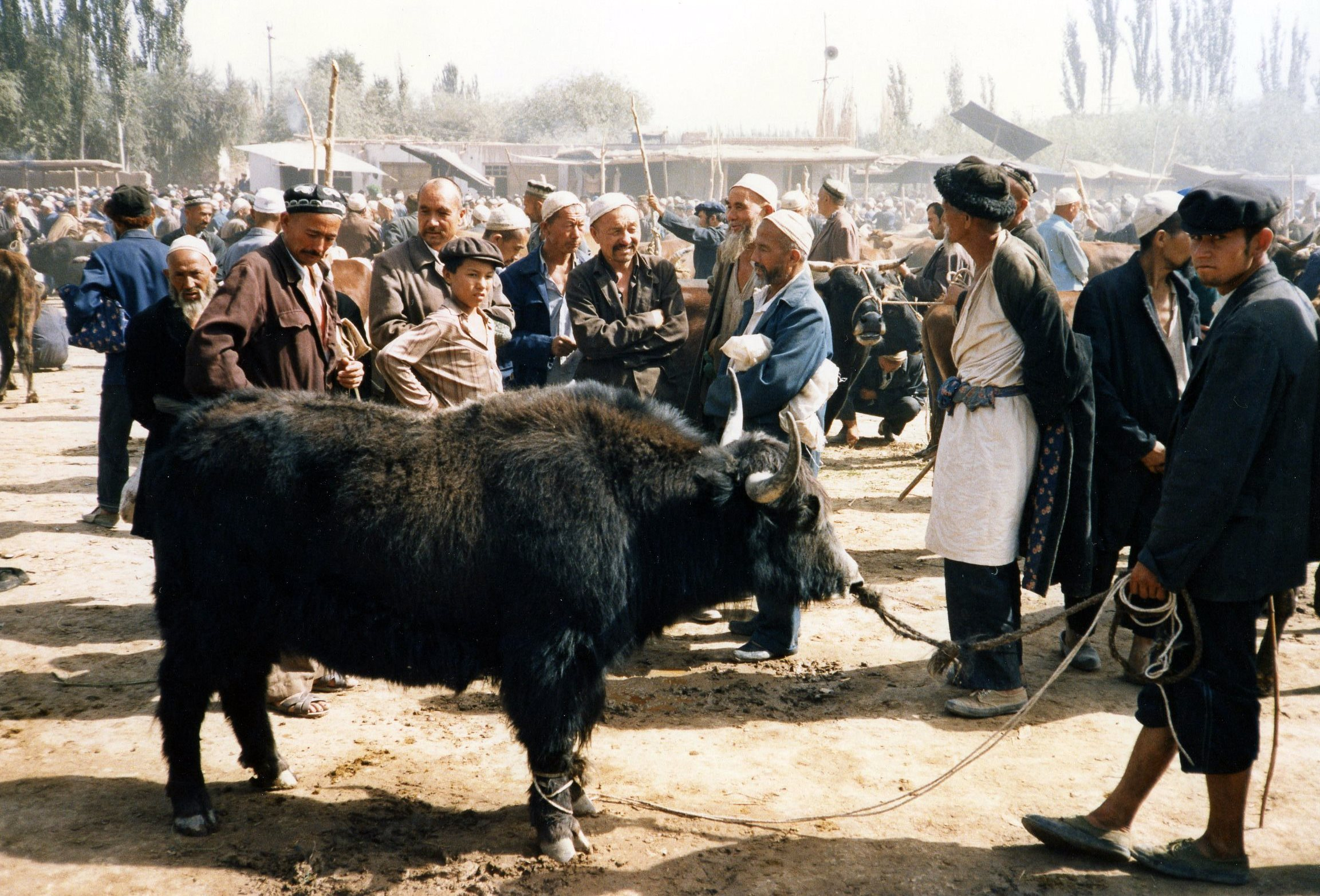
Yak au marché de Kachgar en 1987.

Kachgar a été le point de rencontre des routes de la soie du Sud et du Nord pendant 2 000 ans, car c'était un lieu remarquablement situé, après la traversée du désert de Taklamakan à l'Est, et après les hautes montagnes du Pamir lorsqu'on vient de l'Ouest, et qu'il fallait échanger les yaks contre des chameaux. Elle fut longtemps une région de culture bouddhiste contrôlée par différentes civilisations et l'on y trouve des sites archéologiques majeurs. Arrivée au IXe siècle, chassés des steppes de l'actuelle Mongolie par les Kirgizhes, sa population à 90 % ouïghoure continue aujourd'hui d'exercer sa vocation principale : le commerce. À la différence d'Ürümqi, la capitale officielle du Xinjiang, Kachgar a su rester une ville à l'identité ouïgoure fortement marquée. Celle-ci est notamment réputée dans la région pour son marché du dimanche, réputé le plus gros marché d'Asie centrale, et où se pressent des commerçants de tous les pays alentour (Kazakhstan, Tadjikistan, Kirghizistan, Afghanistan, Pakistan et Inde).
À la fin des années 2000, les autorités ont lancé un programme de destruction de la vieille ville ouïgoure, dont les habitants sont relogés dans de nouveaux quartiers en périphérie (jusqu'à plusieurs kilomètres de distance). Selon le magazine Time, plus de 85 % du vieux Kachgar devrait être rasé avant fin 2009. Ainsi, sous prétexte de « rénovation » afin de pallier les risques sismiques consécutifs au séisme de 2008, de nombreuses habitations historiques de Kachgar sont détruites afin de bâtir des maisons certes plus sûres, mais que les locaux assimilent à la destruction d'un patrimoine architectural.
Un conte des Mille et une nuits (Le Conte du tailleur, du bossu, du Juif, de l’Intendant et du Chrétien) se déroule à Kachgar.

### Principaux monuments et sites

Le tombeau d'Abakh Khoja.

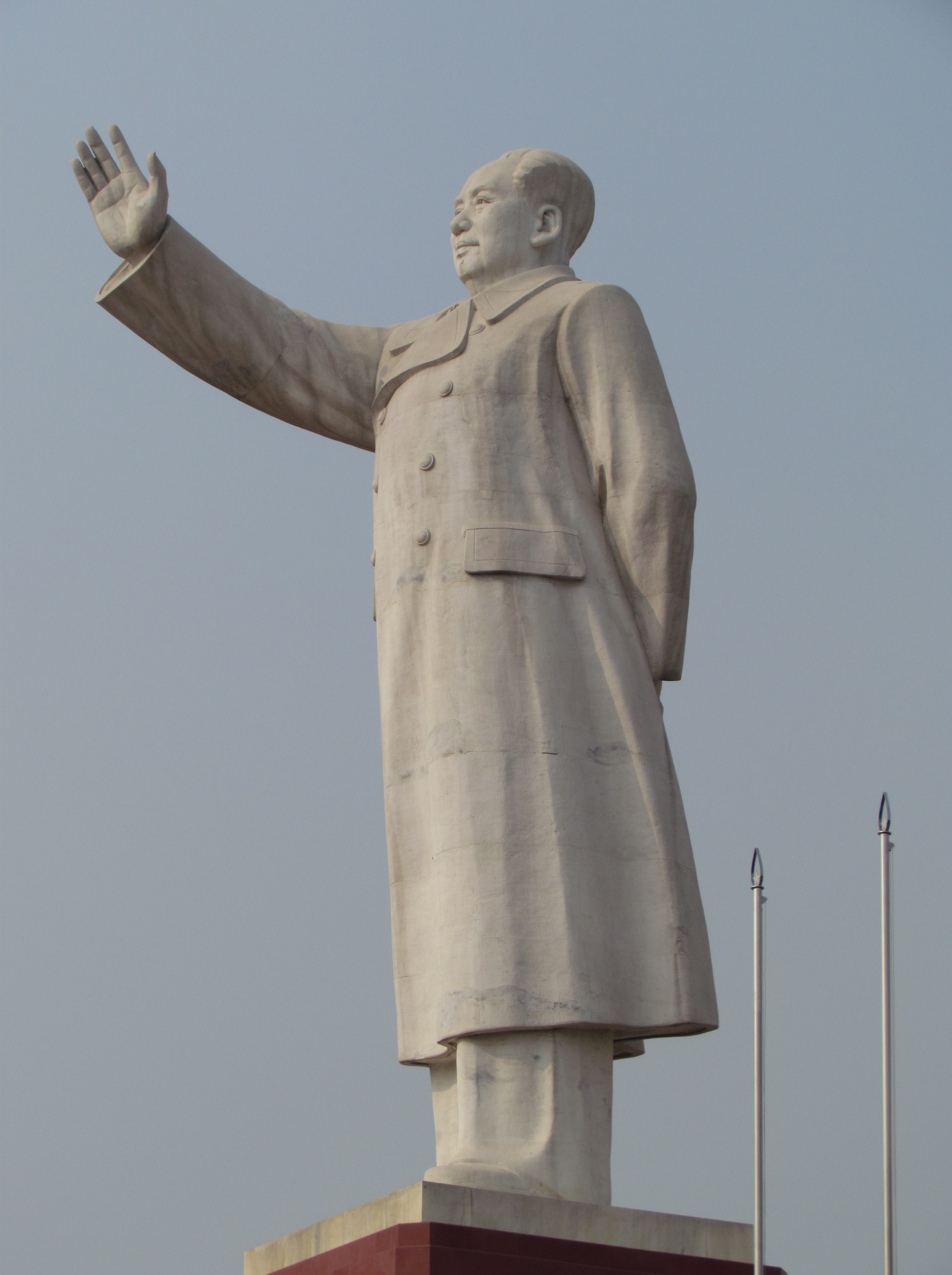
Statue de Mao Tsé Toung.

- Mosquée de Aid Kah : c'est la plus grande mosquée de Kachgar et peut-être la plus grande en Chine. Cette « mosquée du Vendredi » peut abriter jusqu'à 10 000 fidèles. Dans son état actuel, elle remonte à la première moitié du XVIIIe siècle, mais fondée en 1442. La salle des prières est soutenue par 140 piliers de bois.
- Tombe de Yusup Hazi Yajup : c'est la tombe d'un poète et d'un penseur ouighour du XIe siècle. Son poème épique, La connaissance du bonheur, est particulièrement connu. La tombe est surmontée d'une coupole bleue.
- Mausolée d'Abakh Khoja : construit au XVIIe siècle, c'est le lieu le plus sacré du Xinjiang, et l'un des plus beaux exemples d'architecture islamique en Chine. Abakh Khoja était à la tête de six villes de la région, tout en étant vénéré comme un prophète. Sa renommée était telle que ce mausolée prit finalement son nom, alors qu'il avait en fait été construit pour son père Yusup. On appelle aussi ce mausolée du nom de Xiang Fei, en souvenir de la petite-fille de Abakh Khoja, Iparhan, qui fut la « concubine parfumée » de l'empereur Qianlong.
- Grottes des Trois Immortels (Sianxian Dong) : ces trois grottes datent probablement du IIe siècle après Jésus-Christ. Ce sont donc les grottes bouddhistes les plus anciennes de Chine. Elles sont situées en hauteur sur une falaise de grès, au point d'être pratiquement inaccessibles.
- Les importants vestiges de puits karez (井渠, jǐngqú, « canal-puits »), destinés à irriguer l'endroit[12]. En particulier aux ruines de Gaochang[13] ou aux Ruines de Ha-Noi[Quoi ?], une ville du temps de la dynastie Tang, pendant la seconde moitié du VIIe siècle[14],.
- Wupoer : on y trouve la tombe de Mahmoud de Kashgar, l'éminent linguiste du XIe siècle précédemment cité. Son tombeau a été reconstruit en 1983.
- Statue de Mao Zedong sur la place du Peuple. D'une hauteur de 18 m, c'est l'une des dernières statues de grande taille de Mao restantes en Chine.

## Population
La population était estimée à 400 225 en 2010 et à 318 890 habitants en 1999.
La population est à forte majorité ouïghoure, bien que la proportion de Hans soit en constante progression.
On y parle l'ouïghour et le dialecte chinois de Kachgar du mandarin Zhongyuan.

## Climat
Le climat de Kachgar est de type désertique avec une pluviométrie annuelle de seulement 64 mm. Les températures connaissent de forts contrastes en fonction de la saison  en raison du caractère  continental du climat. Les températures moyennes vont d'environ −6 °C pour le mois le plus froid à +26 °C pour le mois le plus chaud, avec une moyenne annuelle de 11,8 °C.
| Mois                                | jan.  | fév. | mars | avril | mai  | juin | jui. | août | sep. | oct. | nov. | déc. | année |
| ----------------------------------- | ----- | ---- | ---- | ----- | ---- | ---- | ---- | ---- | ---- | ---- | ---- | ---- | ----- |
| Température minimale moyenne (°C)   | −10,7 | −6,5 | 1,6  | 8,6   | 12,8 | 16   | 18,6 | 17,4 | 12   | 4,7  | −1,9 | −8,1 | 5,4   |
| Température moyenne (°C)            | −5,6  | −1,2 | 7,7  | 15,5  | 19,9 | 23,6 | 25,7 | 24,4 | 19,4 | 12,3 | 3,7  | −3,9 | 11,8  |
| Température maximale moyenne (°C)   | 0,2   | 4,7  | 13,9 | 22,1  | 26,5 | 30,3 | 32,1 | 30,8 | 26,2 | 19,7 | 10,1 | 1,5  | 18,2  |
| Précipitations (mm)                 | 2,5   | 5,5  | 5,8  | 5,5   | 11,4 | 6,5  | 7,5  | 8,3  | 5,9  | 2,5  | 1,9  | 1,2  | 64,5  |
| Nombre de jours avec précipitations | 0,8   | 1,3  | 1    | 0,9   | 1,4  | 1,5  | 1,3  | 1,7  | 1,2  | 0,6  | 0,4  | 0,3  |       |

## Transports
La ville est desservie par l'aéroport de Kachgar.

## Jumelages
- Gilgit (Pakistan) depuis 2009

## Personnalités
- Mahmoud de Kachgar (1008-1105) composa vers 1075 en arabe un remarquable Recueil des langues turques (dîwân lughât 'at-turk) qui est une source précieuse de connaissance de divers dialectes turcs médiévaux[17].
- Abdurehim Heyit (1962-), musicien, poète et interprète ouïghour, né à Kashgar.
- Abduqadir Jalalidin (1964-) est un universitaire, écrivain, poète et philosophe.

### Documentaire
- Leçon de propagande chinoise en zone interdite, Documentaire diffusé le 14-10-2014 sur France 5 visible sur pluzz.francetv.fr